# Гранвилл (округ)
Округ Гранвилл (англ. Granville County) располагается в штате Северная Каролина, США. Официально образован в 1746 году. По состоянию на 2010 год, численность населения составляла 59 916 человек.

## География
По данным Бюро переписи США, общая площадь округа равняется 1390,831 км2, из которых 1375,291 км2 суша и 12,950 км2 или 1,020 % это водоёмы.

## Население
По данным переписи населения 2010 года в округе проживает 59 916 жителей в составе 20 628 домашних хозяйств и 0 семей. Плотность населения составляет 43,10 человек на км2. На территории округа насчитывается 22 827 жилых строений, при плотности застройки около 16,40-ти строений на км2. Расовый состав населения: белые — 60,40 %, афроамериканцы — 32,80 %, коренные американцы (индейцы) — 0,60 %, азиаты — 0,50 %, гавайцы — 0,10 %, представители других рас — 3,90 %, представители двух или более рас — 1,70 %. Испаноязычные составляли 7,50 % населения независимо от расы.
В составе 31,00 % из общего числа домашних хозяйств проживают дети в возрасте до 18 лет. Средний размер домашних хозяйств составляет 2,90 человека.
Возрастной состав округа: 22,30 % моложе 18 лет, 8,50 % от 18 до 24, 12,00 % от 25 до 44, 24,10 % от 45 до 64 и 24,10 % от 65 и старше. На каждые 100 женщин приходится 114,70 мужчин. На каждые 100 женщин старше 18 лет приходится 0,00 мужчин.
Средний доход на домохозяйство в округе составлял 48 196 USD, на семью — 55 849 USD. Среднестатистический заработок мужчины был 56 493 USD против 64 311 USD для женщины. Доход на душу населения составлял 21 201 USD. Около 11,90 % семей и 7,60 % общего населения находились ниже черты бедности, в том числе — 14,40 % молодежи (тех, кому ещё не исполнилось 18 лет) и 11,10 % тех, кому было уже больше 65 лет.